# Eurhynchium eustegium
Eurhynchium eustegium är en bladmossart som beskrevs av Hugh Neville Dixon 1937. Eurhynchium eustegium ingår i släktet sprötmossor, och familjen Brachytheciaceae. Inga underarter finns listade i Catalogue of Life.